# Palthis serapealis
Palthis serapealis là một loài bướm đêm trong họ Noctuidae.